# Park Narodowy Arches

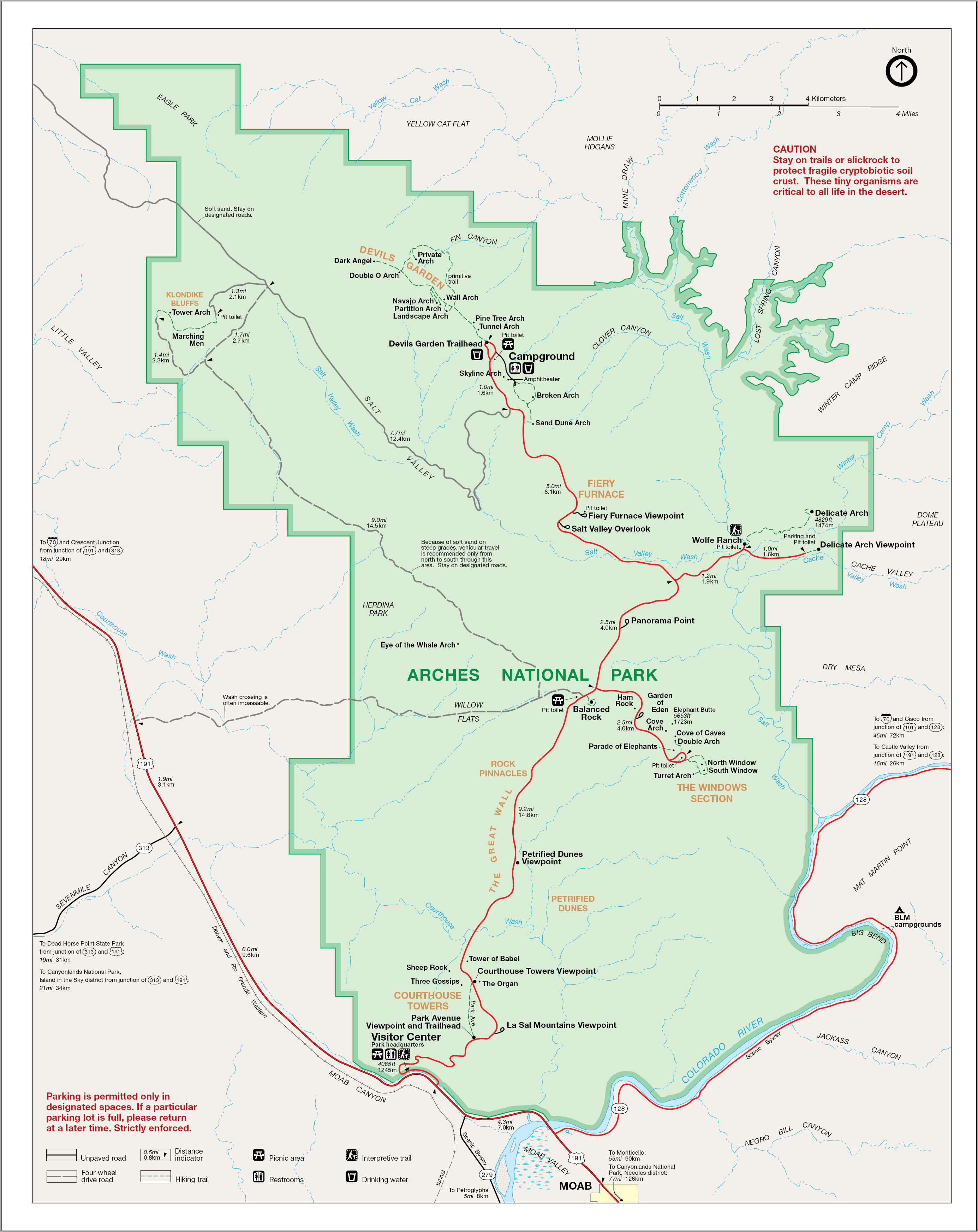
Mapa parku narodowego Arches

Park Narodowy Arches (ang. Arches National Park) – park narodowy położony we wschodniej części stanu Utah w USA. Założony w 1971 na powierzchni 309 km².

## Historia parku
Decyzją prezydenta Stanów Zjednoczonych, Herberta Hoovera z 12 kwietnia 1929 roku część obecnych terenów parku została objęta ochroną jako pomnik narodowy pod nazwą Arches National Monument. Kongres Stanów Zjednoczonych podniósł jego rangę do parku narodowego ustawą z 12 listopada 1971 roku.

## Podstawowe wiadomości
- powierzchnia 309 km²
- klimat umiarkowany
- najbliższe miasto: Moab
- średnie roczne opady: 250 mm
- średnia roczna liczba odwiedzających: 750 tys.

## Geologia i historia obszaru
Mechanizm powstawania łuków skalnych jest dość złożony. Wpływają na to pionowe naprężenia w obrębie skorupy ziemskiej (w tym wypadku związane z obecnością wysadów soli kamiennej) prowadzące do powstawania głębokich, równoległych spękań w grubych (do kilkuset metrów) warstwach piaskowca. W wyniku procesów erozji i wietrzenia poszerzających te szczeliny następuje wykształcenie murów skalnych. Procesy wietrzenia mrozowego powodują łuszczenie i wykruszanie się płytek rozwarstwionego piaskowca. Jeśli wietrzenie to przebiega z większą intensywnością u podstawy muru, powstają nieckowate zagłębienia, które z czasem mogą przekształcić się w okno skalne, a przy sprzyjających warunkach w łuk skalny.

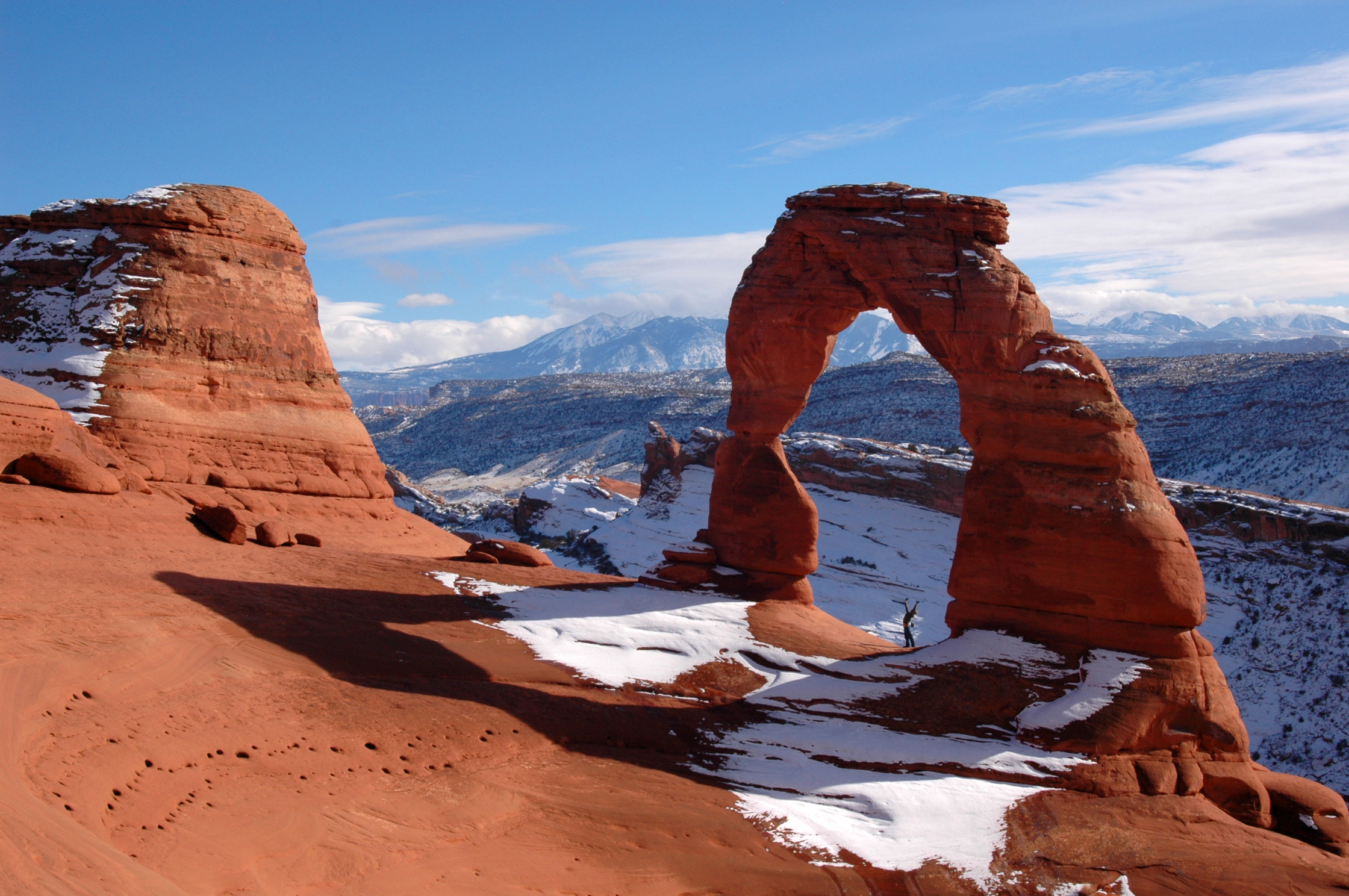
Delicate Arch – w głębi La Sal Mountains

Procesy erozyjne zachodzą na obszarze Parku Narodowego Arches od ponad 150 milionów lat.
Na terenie dzisiejszego Parku Narodowego od tysięcy lat zamieszkiwali Indianie Anasazi, pozostawiając po sobie ślady w postaci tajemniczych rytów naskalnych. Pod koniec XIX wieku pierwsi biali dotarli na ten teren w poszukiwaniu minerałów i kruszców. Suchy klimat, niewiele ziemi nadającej się do uprawy, czy też hodowli oraz brak cennych surowców sprawiły, że teren Arches uchronił się przed intensywnym rozwojem.

## Atrakcje turystyczne
- Courthouse Towers (Wieże Sądu) – ostańce w kształcie smukłych wież o niezwykle fantazyjnych kształtach. Nierzadko bywają kojarzone z kobietami.
- Windows Section (Okna) – sławne łuki skalne, m.in. Delicate Arch, Turret Arch i Double Arch, okna: North i South Windows, a także ostaniec Balanced Rock.
- Devil's Garden (Diabelski Ogród) – Landscape Arch, Double O Arch.